# Protosyzygiella
Protosyzygiella là một chi rêu trong họ Jungermanniaceae.